# Giải vô địch bóng đá CONCACAF 1963
Giải vô địch bóng đá CONCACAF 1963 là Giải vô địch bóng đá CONCACAF lần đầu tiên, diễn ra ở El Salvador từ 23 tháng 3 đến 7 tháng 4 năm 1963, giải đấu có 9 đội tuyển tham gia, chia làm 2 bảng để chọn ra 2 đội đứng đầu bảng giành quyền vào vòng trong. Costa Rica giành chức vô địch đầu tiên sau khi vượt qua chủ nhà El Salvador ở lượt trận cuối.

## Vòng sơ loại
| Haiti | 1–3 | Antille thuộc Hà Lan |
| ----- | --- | -------------------- |
|       |     |                      |

| Antille thuộc Hà Lan | 1–0 | Haiti |
| -------------------- | --- | ----- |
|                      |     |       |

## Địa điểm
| San Salvador                      | Santa Ana              |
| --------------------------------- | ---------------------- |
| Sân vận động quốc gia Flor Blanca | Sân vận động Santaneco |
| Sức chứa: 35.000                  | Sức chứa: 15.000       |
|                                   |                        |

## Vòng chung kết

### Vòng bảng

#### Bảng A
| Thứ hạng | Đội         | Điếm | Số trận | Thắng | Hòa | Thua | Bàn thắng | Bàn thua | Hiệu số |
| -------- | ----------- | ---- | ------- | ----- | --- | ---- | --------- | -------- | ------- |
| 1        | Honduras    | 7    | 4       | 3     | 1   | 0    | 6         | 3        | 3       |
| 2        | El Salvador | 5    | 4       | 1     | 3   | 0    | 10        | 5        | 5       |
| 3        | Panama      | 4    | 4       | 1     | 2   | 1    | 8         | 4        | 4       |
| 4        | Guatemala   | 4    | 4       | 1     | 2   | 1    | 7         | 6        | 1       |
| 5        | Nicaragua   | 0    | 4       | 0     | 0   | 4    | 2         | 15       | -13     |

Kết quả
| El Salvador | 1–1 | Panama |
| ----------- | --- | ------ |
|             |     |        |

| Honduras | 2–1 | Guatemala |
| -------- | --- | --------- |
|          |     |           |

| El Salvador | 6–1 | Nicaragua |
| ----------- | --- | --------- |
|             |     |           |

| Panama | 2–2 | Guatemala |
| ------ | --- | --------- |
|        |     |           |

| Guatemala | 3–1 | Nicaragua |
| --------- | --- | --------- |
|           |     |           |

| Honduras | 1–0 | Panama |
| -------- | --- | ------ |
|          |     |        |

| El Salvador | 1–1 | Guatemala |
| ----------- | --- | --------- |
|             |     |           |

| Honduras | 1–0 | Nicaragua |
| -------- | --- | --------- |
|          |     |           |

| El Salvador | 2–2 | Honduras |
| ----------- | --- | -------- |
|             |     |          |

| Panama | 5–0 | Nicaragua |
| ------ | --- | --------- |
|        |     |           |

#### Bảng B
| Thứ hạng | Đội                  | Điếm | Số trận | Thắng | Hòa | Thua | Bàn thắng | Bàn thua | Hiệu số |
| -------- | -------------------- | ---- | ------- | ----- | --- | ---- | --------- | -------- | ------- |
| 1        | Costa Rica           | 5    | 3       | 2     | 1   | 0    | 7         | 0        | 7       |
| 2        | Antille thuộc Hà Lan | 4    | 3       | 2     | 0   | 1    | 4         | 3        | 1       |
| 3        | México               | 3    | 3       | 1     | 1   | 1    | 9         | 2        | 7       |
| 4        | Jamaica              | 0    | 3       | 0     | 0   | 3    | 1         | 16       | -15     |

Kết quả
| Costa Rica | 6–0 | Jamaica |
| ---------- | --- | ------- |
|            |     |         |

| Antille thuộc Hà Lan | 2–1 | México |
| -------------------- | --- | ------ |
|                      |     |        |

| Costa Rica | 1–0 | Antille thuộc Hà Lan |
| ---------- | --- | -------------------- |
|            |     |                      |

| México | 8–0 | Jamaica |
| ------ | --- | ------- |
|        |     |         |

| Costa Rica | 0–0 | México |
| ---------- | --- | ------ |
|            |     |        |

| Antille thuộc Hà Lan | 2–1 | Jamaica |
| -------------------- | --- | ------- |
|                      |     |         |

### Vòng cuối
| Thứ hạng | Đội                  | Điếm | Số trận | Thắng | Hòa | Thua | Bàn thắng | Bàn thua | Hiệu số |
| -------- | -------------------- | ---- | ------- | ----- | --- | ---- | --------- | -------- | ------- |
| 1        | Costa Rica           | 6    | 3       | 3     | 0   | 0    | 7         | 2        | 5       |
| 2        | El Salvador          | 4    | 3       | 2     | 0   | 1    | 7         | 6        | 1       |
| 3        | Antille thuộc Hà Lan | 2    | 3       | 1     | 0   | 2    | 6         | 5        | 1       |
| 4        | Honduras             | 0    | 3       | 0     | 0   | 3    | 2         | 9        | -7      |

| Costa Rica     | 1–0 | Antille thuộc Hà Lan |
| -------------- | --- | -------------------- |
| Walter Pearson |     |                      |

| El Salvador | 3–0 | Honduras |
| ----------- | --- | -------- |
|             |     |          |

| Costa Rica                                       | 2–1 | Honduras |
| ------------------------------------------------ | --- | -------- |
| Enrique "Pelirrojo" Córdoba Rubén "Rata" Jiménez |     | Guerra   |

| El Salvador | 3–2 | Antille thuộc Hà Lan |
| ----------- | --- | -------------------- |
|             |     |                      |

| El Salvador | 1–4 | Costa Rica |
| ----------- | --- | ---------- |
|             |     |            |

| Antille thuộc Hà Lan | 4–1 | Honduras |
| -------------------- | --- | -------- |
|                      |     |          |

### Vô địch
| Vô địch Cúp Vàng CONCACAF 1963 Costa Rica Lần thứ nhất |